# دار السلام (الفيوم)
قرية دار السلام هي إحدى القرى التابعة لمركز طامية في محافظة الفيوم في جمهورية مصر العربية. حسب إحصاءات سنة 2006، بلغ إجمالي السكان في دار السلام 18176 نسمة، منهم 9600 رجل و8576 امرأة.